# Su Qing
Pour les articles homonymes, voir Su.
Dans ce nom, le nom de famille, Su, précède le nom personnel.
Su Qing (chinois traditionnel : 蘇青 ; chinois simplifié : 苏青 ; pinyin : Sū Qīng ; Wade : Su Ch'ing), née Feng Yunzhuang en 1914 ou 1917, morte en 1982, est une écrivaine chinoise.

## Biographie
Su Qing est née en 1914 ou 1917. Son roman Dix ans de mariage, paru en 1943, qui décrit sans fard sa vie de femme mariée puis divorcée, a fait sensation. Elle défend l'émancipation féminine au travers de son œuvre et a dirigé sa propre revue, Tiandi, à Shanghai entre 1943 et 1945. Elle est accusée de collaboration avec les Japonais après la guerre. Ces accusations et l'affaire Hu Feng, dans laquelle elle est impliquée, en 1955 mettent un terme à sa carrière. Elle finit sa vie dans la misère.

## Œuvre
L'œuvre de Su Qing a fait l'objet d'une redécouverte récente. Elle est remarquable par son expression du désir sexuel, d'un point de vue féminin, et des difficultés quotidiennes qui peuvent affecter la vie d'une femme.

## Traductions
- « Le matin du 11 novembre », « Comment continuer à vivre » et « Dix ans de mariage », trad. Nathalie Martin, dans Nicolas Idier (dir.), Shanghai : histoire, promenades, anthologie et dictionnaire, Éditions Robert Laffont, coll. « Bouquins », 2010, p. 1088-1105.